# Taça dos Campeões Europeus de Hóquei em Patins de 1985-86
A Taça dos Campeões Europeus de Hóquei em Patins de 1985-86 foi a 21.ª edição da Taça dos Campeões.
Pela primeira vez na história, o FC Porto tornava-se campeão europeu ao derrotar os italianos do Hockey Novara na final. Esta vitória do Porto também significou o fim do domínio do FC Barcelona, que foram eliminados pelos portistas nas meias-finais, após 8 títulos consecutivos.

## Equipas participantes
| País               | Clube           | Classificação                                                     |
| ------------------ | --------------- | ----------------------------------------------------------------- |
| Alemanha Ocidental | RESG Walsum     | Campeão da Liga Alemã-Ocidental de 1984/85                        |
| Espanha            | FC Barcelona    | Campeão Europeu de 1984/85 e Campeão da Liga Espanhola de 1984/85 |
| Espanha            | Liceo da Coruña | 2.º lugar da Liga Espanhola de 1984/85                            |
| França             | US Coutras      | Campeão da Liga Francesa de 1984/85                               |
| Inglaterra         | Southsea RHC    | Campeão da Liga Inglesa de 1984/85                                |
| Itália             | Hockey Novara   | Campeão da Liga Italiana de 1984/85                               |
| Países Baixos      | RHC Residentie  | Campeão da Liga Neerlandesa de 1984/85                            |
| Portugal           | FC Porto        | Campeão da Liga Portuguesa de 1984/85                             |
| Suíça              | RS Basileia     | Campeão da Liga Suíça de 1984/85                                  |

## Jogos

### 1.ª Eliminatória
| Equipa 1    | Total | Equipa 2       | 1.ª Mão | 2.ª Mão |
| ----------- | ----- | -------------- | ------- | ------- |
| RESG Walsum | 10-12 | RHC Residentie | 4-6     | 6-6     |

### Fase Final
|  | Quartos-de-final | Quartos-de-final | Quartos-de-final | Quartos-de-final |                 |              | Meias-finais | Meias-finais | Meias-finais |  |          | Final | Final | Final |
|  |                  |                  |                  |                  |                 |              |              |              |              |  |          |       |       |       |
|  | 1                | RS Basileia      | 1                | 3                |                 |              |              |              |              |  |          |       |       |       |
|  | 8                | FC Barcelona     | 2                | 12               |                 |              |              |              |              |  |          |       |       |       |
|  | 8                | FC Barcelona     | 2                | 12               |                 | FC Barcelona | 5            | 3            |              |  |          |       |       |       |
|  |                  |                  |                  |                  |                 | FC Barcelona | 5            | 3            |              |  |          |       |       |       |
|  |                  | FC Porto         | 5                | 6                |                 |              |              |              |              |  |          |       |       |       |
|  | 4                | FC Porto         | 5                | 6                | RHC Residentie  | 6            | 5            |              |              |  |          |       |       |       |
|  | 4                |                  |                  |                  | RHC Residentie  | 6            | 5            |              |              |  |          |       |       |       |
|  | 5                | FC Porto         | 10               | 4                |                 |              |              |              |              |  |          |       |       |       |
|  | 5                | FC Porto         | 10               | 4                |                 |              |              |              |              |  | FC Porto | 5     | 7     |       |
|  |                  |                  |                  |                  |                 |              |              |              |              |  | FC Porto | 5     | 7     |       |
|  |                  | Hockey Novara    | 3                | 5                |                 |              |              |              |              |  |          |       |       |       |
|  | 3                | Hockey Novara    | 3                | 5                | US Coutras      | 5            | 3            |              |              |  |          |       |       |       |
|  | 3                |                  |                  |                  | US Coutras      | 5            | 3            |              |              |  |          |       |       |       |
|  | 6                | Southsea RHC     | 3                | 2                |                 |              |              |              |              |  |          |       |       |       |
|  | 6                | Southsea RHC     | 3                | 2                |                 | US Coutras   | 1            | 1            |              |  |          |       |       |       |
|  |                  |                  |                  |                  |                 | US Coutras   | 1            | 1            |              |  |          |       |       |       |
|  |                  | Hockey Novara    | 6                | 13               |                 |              |              |              |              |  |          |       |       |       |
|  | 2                | Hockey Novara    | 6                | 13               | Liceo da Coruña | 6            | 1            |              |              |  |          |       |       |       |
|  | 2                |                  |                  |                  | Liceo da Coruña | 6            | 1            |              |              |  |          |       |       |       |
|  | 7                | Hockey Novara    | 7                | 5                |                 |              |              |              |              |  |          |       |       |       |
|  | 7                | Hockey Novara    | 7                | 5                |                 |              |              |              |              |  |          |       |       |       |

### Quartos-de-final
| Equipa 1        | Total | Equipa 2      | 1.ª Mão | 2.ª Mão |
| --------------- | ----- | ------------- | ------- | ------- |
| RS Basileia     | 4-14  | FC Barcelona  | 1-2     | 3-12    |
| RHC Residentie  | 11-14 | FC Porto      | 6-10    | 5-4     |
| US Coutras      | 8-5   | Southsea RHC  | 5-3     | 3-2     |
| Liceo da Coruña | 7-12  | Hockey Novara | 6-7     | 1-5     |

### Meias-finais
| Equipa 1     | Total | Equipa 2      | 1.ª Mão | 2.ª Mão |
| ------------ | ----- | ------------- | ------- | ------- |
| FC Barcelona | 8-11  | FC Porto      | 5-5     | 3-6     |
| US Coutras   | 2-19  | Hockey Novara | 1-6     | 1-3     |

### Final
| Equipa 1 | Total | Equipa 2      | 1.ª Mão | 2.ª Mão |
| -------- | ----- | ------------- | ------- | ------- |
| FC Porto | 12-8  | Hockey Novara | 5-3     | 7-5     |

| Campeão Europeu 1985-86 |
| ----------------------- |
|                         |
| FC Porto (1.º título)   |

### Internacional
- Ligações para todos os sítios de hóquei
- Mundook- Sítio com notícias de todo o mundo do hóquei
- Hoqueipatins.com - Sítio com todos os resultados de Hóquei em Patins